# Bolmente
Bolmente (llamada oficialmente Santa María de Bolmente) es una parroquia y una aldea española del municipio de Sober, en la provincia de Lugo, Galicia.

## Límites
Limita al noroeste con la parroquia de San Martiño de Anllo, al norte con la de Figueiroá, al este con la de Barantes, y al sur las parroquias de Caxide, Cerreda y Vilar de Cerreda, las tres en la provincia de Orense y separadas por el río Sil.

## Organización territorial
La parroquia está formada por dieciocho entidades de población, constando quince de ellas en el nomenclátor del Instituto Nacional de Estadística español:
- A Cruz
- Bolmente
- Cacedo
- Camilo
- Casanova
- Chouselas (As Chouselas)
- Cimadevila
- Ferrón
- Iglesia (Suairexa)
- O Piñeiro de Baixo
- Outeiro
- Pacio (O Pacio)
- Pacios
- Pia (A Pía)
- Piñeiro (O Piñeiro)
- Taro (O Taro)
- Vales
- Viloriz

## Demografía

### Parroquia
| Gráfica de evolución demográfica de Bolmente (parroquia) entre 2000 y 2021 |
|                                                                            |
| Datos según el nomenclátor publicado por el INE.                           |

### Aldea
| Gráfica de evolución demográfica de Bolmente (aldea) entre 2000 y 2021 |
|                                                                        |
| Datos según el nomenclátor publicado por el INE.                       |